# ブイ・マート
株式会社ブイ・マートは、かつて愛知県と岐阜県でスーパーマーケットを展開した日本の企業。

## 歴史・概要
1963年（昭和38年）4月20日に株式会社綿久を設立し、1964年（昭和39年）5月に小牧店を開店したのが始まりである。
1975年（昭和50年）4月1日に日本セルコとアオキスーパー・カネスエ・藤田屋・北勢スーパー・マツダ・八百久と当社が均等出資して株式会社東海セルコを設立し、同年7月20日に新店舗の開発を担うため綿久産業を設立した。
1991年（平成3年）9月1日に長野西友と合併し株式会社エス・エス・ブイとなった。
この合併時には愛知県と岐阜県で19店舗を展開し、1990年（平成2年）4月期に約142億円の売上高を上げていた。

## かつて存在した店舗

### 愛知県

#### 小牧市
- 小牧店（小牧市大字小牧3038[7]、1964年（昭和39年）5月開店[7]）

店舗面積330m2。
- 藤島店（小牧市藤島町梵天36[8]、1975年（昭和50年）10月開店[7]）

店舗面積1,050m2。
- 間内駅前店（小牧市南外山弥生140[9]、1974年（昭和49年）10月開店[7]）

店舗面積360m2。
- 外山店（小牧市北外山1690-3[10]、1977年（昭和52年）4月開店[7]）

店舗面積950m2。
- 元町店（小牧市弥生町140[11]、1973年（昭和48年）12月開店[7]）

店舗面積1,450m2。
東海セルコが当店内に事務所を置いていた。
- 岩崎店（小牧市久保一色金六前3381-2[12]、1979年（昭和54年）11月開店[3]）

店舗面積489m2。
- 田県店（小牧市久保一色佃1054[7]、1979年（昭和54年）7月開店[7]）

店舗面積264m2。
- 上新町店（小牧市小牧原新田字鷹之橋591-1[13]、1979年（昭和54年）7月開店[7]）

店舗面積480m2。
- 味岡駅前店（小牧市小松寺319[12]、1976年（昭和51年）5月開店[3]）

店舗面積1,485m2。
- アザレ小牧店（小牧市郷中1-263[14]、1991年（平成3年）3月19日開店[14]）

清水屋と共に「アザレ小牧」の核店舗として出店していた。

#### 名古屋市
- 中村店（名古屋市中村区森末町3-111[15]、1968年（昭和43年）9月20日開店[15]）

店舗面積650m2。
- 猪高店（名古屋市名東区猪高町猪子石深場17[16]、1980年（昭和55年）4月開店[7]）

店舗面積485m2。

#### その他の愛知県
- 楽田店（犬山市西北野190-3[7]、1976年（昭和51年）12月開店[7]）

店舗面積890m2。
- 味美店（春日井市花長町2-13-11[17]、1978年（昭和53年）2月開店[7]）

店舗面積891m2。
- 稲沢店（稲沢市高御堂薬師堂13[18]、）

店舗面積405m2。

### 岐阜県
- 多治見店（多治見市美坂町7-6[7]、1973年（昭和48年）4月開店[7]）

店舗面積330m2。
- 西可児店（可児郡可児町東帷子451-75[19]、）

- 蘇原店（各務原市蘇原月丘町3-17[20]、）

- 茶所店（岐阜市上川手270-1[21]、）

店舗面積695m2。